# Jednadžba gibanja
Jednadžba gibanja je svaka fizikalna jednadžba kojom se opisuje neko gibanje. Za materijalnu česticu ili mnoštvo čestica jednadžba gibanja temelji se na drugome Newtonovu zakonu gibanja: 
{\displaystyle F=m\cdot a}
prema kojem se iz izračunanog ili izmjerenog ubrzanja a uvijek može odrediti sila F koja djeluje na česticu mase m (dinamički sustavi). Najjednostavniji je oblik jednadžbe gibanja: 
{\displaystyle m\cdot a=\sum _{i\neq j}\mathbf {F} _{ij}\,\!}
pri čemu se stvarne sile koje djeluju na tijelo u smjeru ubrzanja a uračunavaju s pozitivnim, a one suprotnoga smjera s negativnim predznakom. Za dva tijela jednadžbe gibanja glase: 
{\displaystyle m_{1}\cdot a_{1}=F_{12}}
{\displaystyle m_{2}\cdot a_{2}=F_{21}}
gdje je iskorišten treći Newtonov aksiom sile F12 i protusile – F21, koje su između dvaju tijela jednako velike, ali imaju suprotan smjer. Jednadžbe gibanja za sustav vezanih čestica pišu se na temelju D’Alembertova načela. Newtonove jednadžbe gibanja jedne ili mnoštva čestica u općim koordinatama sustava i komponentama brzine Lagrangeove su generalizirane jednadžbe, odnosno Hamiltonove kanonske jednadžbe gibanja, ako se koristi Hamiltonova funkcija sustava (energetsko stanje) ovisna o općim impulsima i prostornim koordinatama. 
Prijelaz na kvantnu mehaniku provodi se tako da se opće koordinate impulsa i prostora zamijene matricama ili kvantnomehaničkim operatorima. Relativističke jednadžbe gibanja čestica pišu se s pomoću četverovektora brzine i akceleracije, kao invarijantne jednadžbe gibanja u četverodimenzionalnome prostoru.

## Primjeri

### Jednoliko pravocrtno gibanje
Jednoliko pravocrtno gibanje ili jednoliko gibanje po pravcu je gibanje tijela bez ubrzanja ili akceleracije. Tijelo se giba uvijek istom brzinom i tijekom čitavog puta prevaljuje uvijek jednake duljine.
Jednadžba za brzinu tijela tijekom jednolikog pravocrtnog gibanja je:
{\displaystyle v={s \over t}}
Pomnožimo li jednadžbu s nazivnikom dobijemo da je prijeđeni put:
{\displaystyle s=v\cdot t}
Uz to jednadžba za vrijeme glasi:
{\displaystyle t={s \over v}}

### Jednoliko ubrzano gibanje po pravcu
Jednoliko ubrzano gibanje po pravcu ili jednoliko ubrzano pravocrtno gibanje je gibanje po pravcu kod kojega se ubrzanje (akceleracija) ne mijenja, to jest to je gibanje stalnim (konstantnim) ubrzanjem. To znači da je pravo ubrzanje jednako srednjem (prosječnom) u bilo kojem vremenskom intervalu. Posve isto značenje ima definicija da se kod jednoliko ubrzanog gibanja po pravcu brzina promijeni za jednake iznose u jednakim vremenskim razmacima (intervalima). Uobičajeno je da se naziv "jednoliko ubrzano gibanje" odnosi i na slučaj kada tijelo doista ubrzava (povećava brzinu), kao i na slučaj kada tijelo usporava (smanjuje brzinu); no, kad se želi naglasiti da tijelo usporava, kaže se i jednoliko usporeno gibanje. Uobičajeno je (i korisno) rabiti iste formule (jednadžbe) u oba slučaja, s tim da se kod usporenoga za ubrzanje uvrštava negativan broj. Zbog takve upotrebe, neki autori koriste naziv jednoliko promjenjljivo gibanje umjesto općeg (dvosmislenog) naziva jednoliko ubrzano gibanje.
Veličine koje opisuju gibanje su ubrzanje, brzina i pređeni put, te se kao funkcije vremena opisuju sljedećim formulama:
{\displaystyle a=konst.}
{\displaystyle v=a\cdot t+v_{0}}
{\displaystyle s={a \over 2}\cdot t^{2}+v_{0}t}

### Jednoliko gibanje po kružnici
Jednoliko gibanje po kružnici ili jednoliko kružno gibanje je takvo kružno gibanje kod kojega brzina ne mijenja iznos. Promatra se gibanje točke ili čestice (tijela zanemarive veličine) po kružnici. Kod većeg tijela promatra se gibanje po kružnici njegovog centra masa. Svako jednoliko gibanje može se odrediti kao gibanje kod kojega točka (tijelo) u jednakim vremenskim intervalima (vremenskim razmacima) prelazi jednake puteve. To znači da su prosječni iznosi brzine u svim vremenskim intervalima jednaki, to jest da brzina ne mijenja iznos. Prilikom jednolike vrtnje (rotacije) krutog tijela oko nepomične osi, ne mijenja se njegova kutna brzina, a njegove se točke jednoliko kružno gibaju po kružnicama okomitima na tu os, kojima je središte na toj osi. Dok se točka jednoliko giba po kružnici, promjena njezinog položaja može se opisati pomoću puta {\displaystyle \scriptstyle s} koji ona prijeđe, ili pomoću kuta {\displaystyle \scriptstyle \varphi } za koji se zakrene polumjer kružnice {\displaystyle \scriptstyle r} povučen do te točke. Taj put i kut su jedine veličine kojima se tijekom vremena mijenja iznos. Pomoću njih se iznos brzine {\displaystyle \scriptstyle v} (koja se još naziva i linearnom ili obodnom brzinom i iznos kutne brzine {\displaystyle \scriptstyle \omega } mogu izračunati tako da se put, odnosno kut podijeli s vremenom:
{\displaystyle v={s \over t}}        odnosno        {\displaystyle \omega ={\varphi  \over t}}
Ovakav način pisanja podrazumijeva da su put i kut prijeđeni od trenutka {\displaystyle \scriptstyle t=0} do trenutka {\displaystyle \scriptstyle t}. Iznosi brzina računaju se običnim dijeljenjem zato što se ne mijenjaju. Iz gornjih se jednadžbi jednostavnim množenjem s vremenom dobivaju formule za prijeđeni put i kut zakreta:
{\displaystyle s=v\cdot t}        odnosno        {\displaystyle \varphi =\omega \cdot t}
Svejedno je da li se formule tumače kao put (kut) koji je prijeđen u "vremenskom intervalu {\displaystyle \scriptstyle t}", ili koji je prijeđen od trenutka {\displaystyle \scriptstyle t=0} do trenutka {\displaystyle \scriptstyle t}. No, ponekad se pomoću njih želi opisati trenutni položaj točke u odnosu na neki odabrani početni položaj, u kojemu točka nije bila u trenutku {\displaystyle \scriptstyle t=0} (na primjer kod opisa veze s harmoničkim titranjem). Tada treba dodati "početni put" {\displaystyle \scriptstyle s_{0}}, odnosno "početni kut" {\displaystyle \scriptstyle {\varphi }_{0}}, koji je točka prešla od toga početnog položaja do trenutka {\displaystyle \scriptstyle t=0}, pa formule imaju oblik:
{\displaystyle s=v\cdot t+s_{0}}        odnosno        {\displaystyle \varphi =\omega \cdot t+{\varphi }_{0}}

### Kosi hitac
Kosi hitac je krivocrtno gibanje nastalo kada vektor početne brzine izbačenog tijela zatvara kut s okomicom. Putanja tijela ima oblik parabole s tjemenom na vrhu. Na izbačeno tijelo djeluje vektor kose početne brzine te ubrzanje zemljine sile teže.
Hitac je izbačaj tijela u prostor i složeno gibanje koje nastane kada na izbačeno tijelo djeluje sila teža. Ovisno o smjeru vektora početne brzine prema sili teži, hitac može biti vodoravni (gibanje materijalne točke koja je izbačena vodoravno u polju sile teže), vertikalni ili okomiti (gibanje materijalne točke koja je izbačena u polju sile teže okomito prema gore ili prema dolje) i kosi (gibanje materijalne točke koja je izbačena u polju sile teže pod oštrim kutom prema vodoravnoj ravnini). Ako je otpor zraka zanemariv, putanja gibanja je parabola.
Kod kosog hica gibanje je složeno. Takvo gibanje izvodi svako tijelo bačeno početnom brzinom v0, pod nekim kutem α prema vodoravnoj ravnini, koji se zove elevacijski kut. Kada na projektil, koji smatramo materijalnom točkom, a koji se izbaci iz nekog oružja, ne bi djelovala sila teža i otpor zraka, on bi se gibao pravocrtno i jednoliko. Radi lakšeg računanja kosu početnu brzinu v0 rastavljamo na okomitu brzinu vy i vodoravnu brzinu vx. Vodoravna brzina određuje udaljenost koju tijelo pređe na tlu, dok okomita brzina određuje visinu na koju će tijelo dospjeti.
{\displaystyle v_{x}=v_{0}\cdot \cos \alpha }
{\displaystyle v_{y}=v_{0}\cdot \sin \alpha -g\cdot t}
Vrijeme i put potrebni da tijelo dođe do tjemena parabole jednaki su vremenu i putu koji su potrebni tijelu da padne na tlo. Kosi hitac u bezzračnom prostoru opisujemo jednadžbama:
{\displaystyle x=(v_{0}\cdot \cos \alpha )\cdot t}
{\displaystyle y=(v_{0}\cdot \sin \alpha )\cdot t-g\cdot {\frac {t^{2}}{2}}}
Okomiti hitac i vodoravni hitac su posebni slučajevi kosog hica. Izračunamo li t iz prve jednadžbe i uvrstimo u drugu, dobit ćemo jednadžbu kosog hica, to jest parabole:
{\displaystyle y=x\cdot \tan \alpha -{\frac {g}{2}}\cdot {\frac {x^{2}}{v_{0}^{2}\cdot \cos ^{2}\alpha }}}
Iz te jednadžbe lako se izračuna domet D, a to je ona točka gdje parabola siječe os x. Za tu točku je y = 0, a x = D:
{\displaystyle D={\frac {v_{0}^{2}}{g}}\cdot \sin 2\alpha }
Domet će biti najveći kada bude α = 45°, pa je:
{\displaystyle D_{max}={\frac {v_{0}^{2}}{g}}}
Projektil će postići svoju najveću visinu kada je x = D/2:
{\displaystyle x={\frac {v_{0}^{2}}{g}}\cdot \sin \alpha \cdot \cos \alpha }
Uvrstimo li tu vrijednost u jednadžbu parabole, dobit ćemo najveću dostignutu visinu:
{\displaystyle h={\frac {v_{0}^{2}}{2\cdot g}}\cdot \sin ^{2}\alpha }
Ukupno vrijeme leta projektila od izbacivanja iz oružja do udara u zemlju je:
{\displaystyle t={\frac {2\cdot v_{0}\cdot \sin \alpha }{g}}}
U zrakopraznom prostoru krivulja kosog hica je simetrična, to jest uzlazna grana jednaka je silaznoj. Međutim u zraku će zbog otpora zraka putanja biti nesimetrična i silazna će grana biti strmija od uzlazne. Ta krivulja kosog hica s nesimetričnim granama zove se balistička krivulja. Da bi se postigao što veći domet, mora biti velika početna brzina i veliki elevacijski kut, te najpovoljniji oblik projektila tako da bi on mogao ući u područje razrijeđenog zraka u stratosferu, gdje je otpor mnogo manji nego u nižem području, u troposferi, koja dosiže do 12 kilometara visine.